# Lowlands 2005
Lowlands 2005 werd van 19 tot 21 augustus 2005 gehouden in Biddinghuizen. Het was de 13e editie van het Lowlandsfestival. Er waren ongeveer 54.000 bezoekers.

## Artiesten
| - 2 Many DJs - 2nd Place Driver - 433fm Silent Disco - Alkaline Trio - Ellen Allien - Amadou & Mariam - Amp Fiddler - Antal - Anuar - Apocalyptica - Arcade Fire - Arsenal - Art Brut - Athlete - Attwenger - Audio Bullys - Bad Religion - Bart Skils - Beatsteaks - De Blote Badgast - The Blue Van - Born - Brainpower - The Bravery - Ane Brun - Buck 65 - Buiten Westen - Nick Cave & The Bad Seeds - Cheb Balowski - Coheed and Cambria - Coolpolitics - De Lama's - Death From Above 1979 - DJ Aphrodite - DJ Elephant Power - DJ Grazzhoppa - Dj Joost van Bellen - DJ St. Paul - Dropkick Murphys - Duvelduvel - Dynamogène | - Editors - El Pus - Enge Buren - Face Tomorrow - Foo Fighters - Jason Forrest - Fort Minor - Franz Ferdinand - The Futureheads - Gentleman - The Hackensaw Boys - The Hacker - Incubus - The Infadels - Dolf Jansen - Paul-Henri Jeannel - De Jeugd van Tegenwoordig - Johnny Panic - Juliette and the Licks - K-os - Kaiser Chiefs - Katinka Polderman - Kirsten - KoЯn - KT Tunstall - Heilo Laux - LCD Soundsystem - Le peuple de l'herbe - Jamie Lidell - The Magic Numbers - Makcim - Mala Vita - Marilyn Manson - Mark Foggo's Skasters - Maximo Park - Michael Mayer - Millionaire - Miss Kittin - Morcheeba - Motion Trio - Mr. T-Bone & All Star Band | - Róisín Murphy - MXPX - New Cool Collective - Nightwish - Heather Nova - The Others - Panteon Rococo - Pete Philly & Perquisite - Pixies - The Polyphonic Spree - Tristan Prettyman - The Prodigy - Quasimodo Jones - Queens Of The Stone Age - Quit Your Dayjob - Racoon - Gabriel Rios - Roni Size - Rosemary's Sons - Royksopp - Seeed - Ivan Smagghe - Social Distortion - Sons & Daughters - Soulwax - The Subways - T. Raumschmiere - Tako & Loud-E - Texelse Boys - That 1 Guy - Tom Vek - Vitalic - Viva Voce - Vive la Fête - Voicst - Jan Jaap van der Wal - Ilse Warringa - Will Oldham - Whalley Range Allstars - Patrick Wolf - Zita Swoon - Zuco 103 - zZz |

1967 · 1968 · 1993 · 1994 · 1995 · 1996 · 1997 · 1998 · 1999 · 2000 · 2001 · 2002 · 2003 · 2004 · 2005 · 2006 · 2007 · 2008 · 2009 · 2010 · 2011 · 2012 · 2013 · 2014 · 2015 · 2016 · 2017 · 2018 · 2019 · 2020 · 2021 · 2022 · 2023 · 2024